# Hans Burgeff
Hans Edmund Nikola Burgeff (* 19. April 1883 in Geisenheim (Rheingau); † 27. September 1976) war ein deutscher Botaniker, Pharmakognostiker und Universitätsprofessor. Sein offizielles botanisches Autorenkürzel lautet „Burgeff“.

## Leben
Hans Burgeff studierte von 1903 bis 1905 an der Universität Freiburg (unter anderem bei Friedrich Oltmanns), von 1905 bis 1906 in Berlin und von 1906 bis 1909 in Jena Naturwissenschaften.
In Jena wurde er 1909 mit einer Arbeit über die Biologie der Orchideen-Mykorrhiza promoviert. Nach kurzer Tätigkeit als Assistent bei Wilhelm Pfeffer in Leipzig im Jahre 1909 sowie in Montpellier 1910 wurde Burgeff Assistent an der Universität München, wo er sich 1916 habilitierte.
Von 1920 bis 1921 war er außerordentlicher Professor an der Universität Halle, von 1921 bis 1923 wiederum in München. Am 1. April 1923 wurde er als Ordinarius nach Göttingen berufen von wo er 1925 als ordentlicher Professor für Botanik und Pharmakognosie an die Universität Würzburg berufen wurde. Dort war er Vorstand des Botanischen Instituts in der Klinikstraße 1 (wo er stellvertretend die Abteilung für angewandte Botanik betreute und der spätere Geobotaniker Hans Zeidler sein wissenschaftlicher Assistent war) und Direktor des Botanischen Gartens.
Burgeff beschäftigte sich mit Fragen der Mykorrhiza bei den Orchidaceae und den Ericaceae und vor allem mit genetischen Problemen bei niederen Pflanzen, u. a. bei Phycomyces nitens.
Im Jahr 1936 wurde Burgeff zum Mitglied der Leopoldina und 1938 zum korrespondierenden Mitglied der Göttinger Akademie der Wissenschaften gewählt. 1942 erhielt er den Röntgenpreis der Universität Würzburg, wo er bis zu seiner Emeritierung wirkte. 1962 wurde er mit dem Bayerischen Verdienstorden ausgezeichnet.
Burgeff zählt neben Noël Bernard zu den Pionieren der Orchideenmykorrhiza-Forschung. Sein besonderes Interesse galt dem zytologischen Bau und der Funktion der Orchideenmykorrhiza. Er entwickelte das Konzept der Pilzverdauung, die Tolypophagie, das heute noch gilt. Auch beschäftigte er sich mit der Lepidopterologie und der Bryologie.
Der Bildhauer und Kunstprofessor Hans Karl Burgeff war sein Sohn.

## Schriften (Auswahl)
- 1909 – Zur Biologie der Orchideenmycorrhiza.
- 1909 – Die Wurzelpilze der Orchideen.
- 1911 – Die Anzucht tropischer Orchideen aus Samen neue Methoden auf der Grundlage der symbiotischen Verhältnisse von Pflanze und Wurzelpilz.
- 1924 – Untersuchungen über Sexualität und Parasitismus bei Mucorineen.
- 1932 – Saprophytismus und Symbiose.
- 1936 – Samenkeimung der Orchideen und Entwicklung ihrer Keimpflanzen mit einem Anhang über praktische Orchideenanzucht.
- 1943 – Genetische Studien an Marchantia.
- 1951 – Denkschrift über den gegenwärtigen Zustand und die mögliche und wünschenswerte Weiterentwicklung des Botanischen Instituts der Universität Würzburg.
- 1954 – Samenkeimung und Kultur europäischer Erdorchideen nebst Versuchen zu ihrer Verbreitung.
- 1961 – Mikrobiologie des Hochmoores mit besonderer Berücksichtigung der Erikazeenn-Pilz-Symbiose.
- 1967 – Chromosomenzahlen bei der Gattung Zygaena* / Burgeff, Hans.
- 1965 – Parerga über botanische Wissenschaft mit Vorschlägen zur Anlage neuer botanischer Gärten und zur Errichtung neuartiger Gewächshausanlagen.

## Quelle
- Dörfelt/Heklau: Geschichte der Mykologie. Einhorn